# Rachid Brighal
Rachid Brighal (en arabe : رشيد بريغال), né le 17 mai 1988 au Maroc, est un footballeur marocain évoluant au poste de milieu de terrain au MAS de Fes.

## Biographie
Rachid Brighal commence sa carrière professionnelle en 2010 en effectuant ses débuts en Botola Pro avec le Wydad Athletic de Fès. Lors de la saison 2009-2010, il dispute seize matchs en championnat.
Le 16 juillet 2014, il signe un contrat de deux saisons au RS Berkane. Il marque son premier but professionnel lors d'un match demi-finale de Coupe du Maroc face au Wydad Athletic de Fès (victoire, 2-0). Il atteint la finale de la compétition face au Fath Union Sport de Rabat (défaite, 2-0).
Le 1er août 2016, il signe un contrat de deux saisons au Maghreb de Fes. Avec ce club, il dispute sa première Coupe de la confédération en comptabilisant cinq matchs. Il remporte avec le Maghreb de Fes la Coupe du Maroc 2016.
Le 6 août 2018, il signe son retour au Wydad Athletic de Fès, évoluant alors en deuxième division marocaine.
Le 1er janvier 2019, il signe son retour au Maghreb de Fes en deuxième division marocaine et parvient à être promu en Botola Pro pour la saison 2020-2021.

## Palmarès

### En club
| RS Berkane - Coupe du Maroc : - Finaliste : 2014. |  | MAS de Fes - Coupe du Maroc : - Vainqueur: 2015-16. |  | Wydad de Fes - Coupe du Maroc : - Finaliste: 2018. |